# Кэмпбелл, Джош
Джош Кэмпбелл (англ. Josh Campbell; 6 мая 2000, Эдинбург, Шотландия) — шотландский футболист, полузащитник, воспитанник и игрок эдинбургского клуба «Хиберниан». Игрок молодёжной сборной Шотландии.

## Клубная карьера
Джош уроженец Эдинубрга и воспитанник футбольной академии «Хиберниана». Дебютировал за «Хиберниан» в Кубке шотландской лиги 2019/20 в июле 2019 года в матче против «Стирлинг Альбион». Первый матч лиги за «Хибс» провёл 1 августа 2021 года против «Мотеруэлла», а первый гол забил 11 декабря того же года в ворота «Сент-Миррена».
2019-й год молодой полузащитник провел в аренде в клубе «Эйрдрионианс». Позже набирался опыта в аренде в «Арброт». В 2020-м году ушёл в аренду в «Эдинбург Сити» и вместе с клубом вышел в плей-офф за повышение в Лигу 1. В матчах полуфинала забил по голу в двух матчах с «Элгин Сити», что позволило его команде выйти в финал
В сезоне 2022/23 Джош сумел закрепиться в составе «Хиберниана» и получил поддержку со стороны капитана клуба, Пола Хэнлона, после того как забил ряд важных голов на старте сезона. 28 января 2023 года Кэмпбелл оформил свой первый хет-трик, трижды поразив ворота «Абердина», что помогло его команде выиграть со счётом 6-0. По итогам сезона внутри команды футболист был назван Лучшим молодым игроком, а его гол в ворота «Рейнджерс» признан голом сезона.

## Карьера в сборной
Был впервые вызван в молодёжную сборную Шотландии в 2022 году и впервые сыграл за неё 25 марта того же года, выйдя на замену в матче против Турции. Через несколько дней сыграл против сборной Казахстана.

## Стиль игры
Считается универсальным футболистом, не смотр на то что его основная позиция полузащитник он способен сыграть как в обороне так и в нападении. Официальный сайт «Хибс» определяет его стиль игры как «бокс-ту-бокс».